# Беляков, Семён Матвеевич
Семён Матвеевич Беляков (1871—1912) — русский архитектор. В 1902—1904 гг. — младший архитектор строительного отделения Олонецкого губернского правления, член Олонецкого общества взаимного вспомоществования учащим и учащимся в младших народных училищах, Петрозаводского общественного собрания. С 1904 г. — инженер Тверского губернского земства. В 1905 г. — частная практика в г. Вильно. В 1907 г. — городской архитектор Царицына.

## Биография
Родился в 1871 году.
В 1898 году окончил Институт гражданских инженеров императора Николая I.
Умер в 1912 году.

## Проекты в Санкт-Петербурге
- 9-я линия, д. 74 — доходный дом. 1908.
- Можайская улица, д. 43 — доходный дом. 1909—1912. Завершён Я. М. Коварским. Включён существовавший дом.
- Малый проспект Васильевского острова, д. 26, двор — доходный дом. 1909.
- Большой проспект Васильевского острова, д. 20 / 7-я линия, д. 22 — торговый дом Степановых. Реконструкция. 1910.
- 4-я Советская улица, д. 44 — доходный дом. 1911.
- Улица Лизы Чайкиной, д. 25-27 — доходный дом. 1911. Совместно с Н. А. Ефимовым.
- Чкаловский проспект, д. 52 / улица Всеволода Вишневского, д. 9 — доходный дом. 1911—1913. Совместно с Ф. Д. Павловым и М. Д. Розензоном.